# Dipartimento di Guatemala
Il dipartimento di Guatemala è uno dei 22 dipartimenti del Guatemala, il capoluogo è Città del Guatemala.

## Comuni
Il dipartimento di Guatemala conta 17 comuni:
- Amatitlán
- Chinautla
- Chuarrancho
- Città del Guatemala
- Fraijanes
- Mixco
- Palencia
- Petapa
- San José del Golfo
- San José Pinula
- San Juan Sacatepéquez
- San Pedro Ayampuc
- San Pedro Sacatepéquez
- San Raimundo
- Santa Catarina Pinula
- Villa Canales
- Villa Nueva